# Affaire Selmouni contre France
 (mai 2016).
Selmouni contre France est un arrêt de la Cour européenne des droits de l'homme du 28 juillet 1999, par lequel celle-ci a considéré que la France a violé :
- l'article 3 de la Convention européenne des droits de l'homme en raison de violences infligées par des policiers à une personne gardée à vue (en l'occurrence M.Selmouni),
- l'article 6§1 de la Convention en raison de la durée excessive de la procédure interne.

Cette affaire constitue un des rares cas où la Cour européenne des droits de l'homme a retenu la qualification d'acte de torture. Seule une poignée de pays (Turquie, France, Russie et Lituanie)[réf. nécessaire] ont été condamnés pour ce motif. La France est également condamnée au titre de l'article 6-1 qui impose que la justice soit rendue « dans un délai raisonnable ».

## Faits
Ahmed Selmouni est placé en garde à vue le 25 novembre 1991 à 20h30 au service départemental de la police judiciaire de Seine-Saint-Denis, et en sortira le 29 novembre 1991 à 19 h, dans le cadre d'une affaire de trafic de stupéfiants. Il affirme avoir été frappé, notamment au moyen d'une batte de baseball, et agressé sexuellement. Par la suite, il sera condamné à treize ans de prison pour trafic de stupéfiants.
Pour ces faits, les policiers sont condamnés pour violences par le tribunal correctionnel de Versailles à des peines de deux à quatre ans d'emprisonnement ferme. Cette peine est cependant réduite par la cour d'appel de Versailles à des peines d'emprisonnement de douze à quinze mois avec sursis, auxquels sont ajoutés trois mois ferme pour le chef.

### Décisions de justice
- Texte de l'arrêt de la CEDH
- Arrêt de la chambre criminelle de la Cour de cassation du 31 mai 2000, pourvoi n°99-85499
- Arrêt de la chambre criminelle de la Cour de cassation du 27 juin 1994, pourvoi n°93-84726

### Commentaires
- « Allégation de torture et non-épuisement des voies de recours internes, L’affaire Selmouni (arrêt du 28 juillet 1999) », par Michèle Dubrocard, Actes de la Sixième Session d'information (arrêts rendus en 1999, Cahiers du CREDHO n° 6)
- « Interdiction de la torture : arrêts marquants », sur Conseil de l'Europe